# Foguerons de Sant Antoni de la Pobla a Gràcia
La festa dels foguerons de Sant Antoni al barri de Gràcia és una celebració mallorquina de la vila de sa Pobla relacionada amb la festivitat de sant Antoni Abat (les Festes de Sant Antoni de Sa Pobla) traslladada al barri barceloní de Gràcia, que se celebra l'últim dissabte de gener. Consisteix sobretot en unes mostres de cultura popular, tant del Principat com de Mallorca, com ara balls de capgrossos, sonades de xeremiers, castellers i colles de diables, entre més. Tot i ser una tradició importada, ha arrelat plenament al barri de Gràcia i els veïns la senten com a pròpia.
Són tres dies d'activitats que comencen dijous al vespre amb una glosada i una degustació de productes illencs al Centre Artesà Tradicionàrius. Divendres el mateix centre acull un concert i un ball amb grups mallorquins que serveix per a escalfar motors per a la celebració de l'endemà. I dissabte al vespre es fa una gran cercavila amb correfoc de grups de cultura popular poblers i graciencs, i de vegades algun més de convidat. Aquest seguici acompanya les autoritats i els organitzadors de la festa des de l'ajuntament fins a la plaça de la Virreina, on encenen un gran fogueró i obren la porta a una nit de torrada, balls populars i cantades de gloses amb denominació d'origen mallorquina.

## Motiu
La festa es fa amb motiu de la diada de sant Antoni Abat, a qui la tradició atorga el patronatge dels animals domèstics, especialment els de peu rodó. La llegenda explica que era un gran amic dels animals i que, quan en veia un de ferit, el guaria.
La festivitat de Sant Antoni és el 17 de gener, dia de la mort del sant. Amb tot, la festa mallorquina es reprodueix a Gràcia l'últim cap de setmana de gener perquè les colles de cultura popular de Sa Pobla –els caparrots, els dimonis d'Albopàs (Sa Pobla al revés) i els xeremiers– s'hi puguin traslladar.

## Orígens
El 1992 n'Antoni Torrens i Gost, veí de la Pobla i Medalla d'Honor de la ciutat de Barcelona (1997), proposà de fer un fogueró com els de Mallorca a la plaça del Diamant perquè els seus tres fills, que s'allotjaven a Gràcia i estudiaven a Barcelona, poguessin gaudir de la revetlla mallorquina.
A partir d'aquell moment, any rere any s'hi van anar afegint carrers –amb fogueró propi–, s'hi van anar involucrant les colles de cultura popular del barri i la festa anà evolucionat fins a esdevenir tal com la coneixem avui.